# Shim Dong-woon
Đây là một tên người Triều Tiên, họ là Shim.
Shim Dong-woon (tiếng Hàn: 심동운; sinh ngày 3 tháng 3 năm 1990) là một cầu thủ bóng đá Hàn Quốc thi đấu ở vị trí tiền vệ chạy cánh cho Pohang Steelers ở K League Classic.

## Sự nghiệp
Anh gia nhập Jeonnam Dragons năm 2012. Anh ra mắt lần đầu tiên trong trận đầu mở màn của K-League 2012 trước Gangwon FC.